# Jérôme Gence
Jérôme Gence est un photo-reporter et voyageur français né en 1984 à Saint-Denis de La Réunion. Son travail photographique se concentre sur l’impact des nouvelles technologies dans les sociétés actuelles.

## Biographie
Jérôme Gence est né à Saint-Denis de La Réunion en 1984. Il y découvre son rêve d’enfant, l’Himalaya, lors d’une projection en classe d’un documentaire consacré au Népal.
En 2003, Jérôme Gence s’installe à Paris où il obtient un Master d’entreprenariat. Il devient web analyste, profession qu’il occupe aujourd’hui à distance en parallèle de son travail de photo-reporter.
En 2012, en visionnant un documentaire consacré au Toy train de Darjeeling, il découvre le portrait de Sita Chettri, une porteuse de bagages qui travaille à la station de train de Darjeeling et dont le rêve est d’offrir la meilleure des écoles à ses cinq fils. Il décide d’aller à sa rencontre.
Au cours de ce premier voyage en Inde, il réalise ses premières photographies dans les rues de Calcutta et de Darjeeling.
À son retour à Paris, il repart pour l’Himalaya par la route en auto-stop, à vélo et en train.
En 2015, quelques jours après les séismes du Népal, il rencontre à Katmandou le photographe Éric Valli qui écrira sur leur rencontre : « Rencontre dans un restaurant de Katmandou avec un jeune type lumineux. Récits de voyages en immersion totale, à pied, en vélo, en stop avec peu de moyens : Arménie, Iran, Chine... des mois à errer, à sentir les choses. Un amour pour l’Himalaya et pour ses habitants qu’il approche d’une manière sensible, affutée, humble et puis des photos d’une grande sincérité qui sont le reflet de ce que Jérôme est, tout simplement. Une complicité aventureuse et artistique entre nous et, naturellement, un chemin ensemble. » 
En 2016, il présente sa première exposition « D’Himalaya» , à l’atelier Yann-Arthus Bertrand à Paris.
Depuis, il consacre ses reportages photographiques à l’impact des nouvelles technologies dans nos sociétés actuelles.
En 2018, il intègre l’agence Cosmos fondée par Annie Boulat.
En janvier 2020, il est invité par le National Geographic à Washington en tant que l’un des speakers du National Geographic Storyteller Summit 2020.
En octobre 2020, il est invité par Google, il a présenté son parcours lors d’un Talks at Google  intitulé : « Connected World for Disconnected People ». Depuis décembre 2020, il est l’un des ambassadeurs de la marque d’appareils photos Canon. Ses reportages ont été publiés dans Le Figaro Magazine, Le Monde, Paris Match, Der Spiegel, Stern, National Geographic, etc.
En 2022, il fait partie des lauréats de la grande commande photographique pilotée par la BNF avec son reportage "Grandir dans la cour d'écrans".

## Publications
- « Ich möchte weniger einsam sein » dans Der Spiegel, 2020[5].
- « Manga-Mädchen und singende Hologramme: die Liebe der Asiaten zu computeranimierten Frauen » dans Stern, 2019[6].
- « Les nouveaux rois du clic » dans Le Figaro Magazine, 2019[7].
- « Télétravail : Allô, bureau bobo » dans le Figaro Magazine, 2021
- « A Eze, sur la Riviera, les petites mains ukrainiennes font tourner les palaces» dans Le Monde.
- « Écrans, le péril jeune » dans Paris Match, 2024
- « Iraniens en Arménie : une bouffée de liberté » dans Paris Match, 2025
- « Calcutta, l'Ange gardien des bidonvilles » dans le Figaro Magazine, 2025

## Principaux reportages
- « Livestreamers : Les geishas de l’Internet ».
- « Chanteuses virtuelles : Je suis amoureux d’un hologramme ».
- « Selfie Culture : La nouvelle terre promise des agriculteurs ».
- « Mukbangs : Livraison de repas à l’écran ».
- « Télétravail : Allô, bureau bobo ».
- « De la guerre...à la vie de Palace»[8]
- « Grandir dans la cour d'écrans»

## Expositions et projections
- 2016 : « D’Himalaya » réalisée au Népal et au Bhoutan, Atelier Yann-Arthus Bertrand, Paris[7].
- 2018 : Projection « Livestreamers : Les Geishas de l’Internet », Visa Pour l’Image, Perpignan[4].
- 2019 : Projection « Chanteuses Virtuelles : Je suis amoureux d’un Hologramme », Visa Pour l’Image, Perpignan[9].
- 2020 : « Pandémie », exposition collective , Visa Pour l’Image, Perpignan.
- 2021 : « Télétravail : Allô bureau bobo », Visa Pour l’Image, Perpignan[10].
- 2022 : Jérôme Gence fait partie des lauréats de la grande commande photographique pilotée par la BNF avec son reportage «Grandir dans la cour d'écrans».
- 2024 : « Grandir dans la cour d'écrans » , Visa Pour l’Image, Perpignan.

## Prix et distinctions
- 2020 : Prix Pierre et Alexandra Boulat pour son projet de reportage sur le « Télétravail », Visa pour l’Image, Perpignan[11].
- 2022 : Lauréat de la grande commande photographique pilotée par la BNF avec son reportage «Grandir dans la cour d'écrans[12]».